# Слободенюк, Виталий Николаевич
Вита́лий Никола́евич Слободеню́к (28 сентября 1953, Дубоссарский район) — советский гребец-каноист, выступал за сборную СССР в 1970-х годах. Чемпион мира и Европы, чемпион всесоюзного первенства. На соревнованиях представлял «Трудовые резервы», заслуженный мастер спорта СССР (1973).

## Биография
Виталий Слободенюк родился 28 сентября 1953 года в Дубоссарском районе Молдавской ССР. Активно заниматься греблей начал в раннем детстве, проходил подготовку на местной гребной базе под руководством заслуженных тренеров Бориса Яцюка и Вадима Качура, состоял в добровольном спортивном обществе «Трудовые резервы».
Первого серьёзного успеха добился в 1971 году, когда стал чемпионом Европы по гребле на каноэ. Год спустя вместе со своим партнёром Олегом Калидовым завоевал золотую медаль всесоюзного первенства на дистанции 500 метров. Благодаря череде удачных достижений в 1973 году они удостоились права защищать честь страны на чемпионате мира в финском городе Тампере — в той же дисциплине одолели всех своих соперников и получили золотые награды. За это достижение по итогам сезона удостоены почётного звания «Заслуженный мастер спорта СССР».
Впоследствии Слободенюк ещё в течение нескольких лет оставался в основном составе советской национальной сборной и продолжал принимать участие в различных всесоюзных и республиканских регатах. В 1974 году был призёром чемпионата СССР, в период 1975—1978 три раза подряд выигрывал первенство Молдовы. В конце 1970-х годов принял решение завершить карьеру спортсмена.